# Bataille de Pélékanon
 (novembre 2023).
Si vous disposez d'ouvrages ou d'articles de référence ou si vous connaissez des sites web de qualité traitant du thème abordé ici, merci de compléter l'article en donnant les références utiles à sa vérifiabilité et en les liant à la section « Notes et références ».
Guerre entre les Ottomans et l'empire byzantin
Batailles
- Bapheus
- Campagne catalane
- Bursa
- Pélékanon
- Nicée
- Nicomédie
- 1re Gallipoli
- 2e Gallipoli
- Philadelphie
- 1re Constantinople
- 2e Constantinople
- 3e Constantinople
- 4e Constantinople
- Thessalonique
- Bosphore
- 5e Constantinople

La bataille de Pélékanon, également connue sous le nom d'origine latine bataille de Pelecanum, s'est déroulée les 10 et 11 juin 1329 entre une force expéditionnaire byzantine dirigée par Andronic III et une armée ottomane dirigée par Orhan. L'armée byzantine fut défaite, marquant l'échec de la dernière tentative pour dégager les cités de l'Anatolie assiégées par les Ottomans.

## La bataille
Lors de l'accession d'Andronic au pouvoir en 1328, L'Asie Mineure byzantine est composée de quelques places fortes le long de la mer Égée, d'une petite province située autour de Nicomédie et de Nicée à 150 km de la capitale Constantinople ainsi que de la cité de Philadelphie, sous l'autorité d'un gouverneur privé de liens avec Constantinople, le rendant indépendant de fait.
Andronic espérait restaurer une frontière stable, en faisant lever les sièges de Nicée et de Nicomédie. Avec le grand domestique Jean Cantacuzène, Andronic dirigea l'armée la plus grande qu'il put rassembler de la mer de Marmara vers Nicomédie. À Pélékanon, une armée ottomane barre la route à cette force byzantine. Une partie de l'armée turque fut chassée. Cependant, la plus grande partie de l'armée ottomane se retira vers les collines au nord du champ de bataille. En les poursuivant, l'armée byzantine subit de nombreuses escarmouches qui faisaient chuter son moral tandis que l'empereur lui-même fut légèrement blessé.
Les Turcs réussirent même à couper la retraite à l'armée byzantine qui dut se résoudre sous la conduite du grand domestique à se replier vers Constantinople par voie maritime.

## Conséquences
La campagne de restauration des frontières venait d'échouer avec cette bataille. Un traité avec les Ottomans est le seul garant du maintien des frontières micrasiatiques de l'empire.
Aucune campagne d'envergure ne fut plus tentée par la suite pour recouvrer les anciennes terres byzantines de l'Asie Mineure à l'exception de quelques expéditions pour faire lever le siège de Nicomédie qui finit par tomber en 1337. Le gouverneur de Nicée, conscient de la faiblesse des secours, se rend en 1331. Peu à peu, le contrôle des rives orientales du Bosphore échappa à l'Empire byzantin.